# Sigchos (kanton)
Sigchos – kanton w Ekwadorze, w prowincji Cotopaxi. Stolicą kantonu jest Sigchos.